# اسماعیل الشافعی
 اسماعیل الشافعی (عربی: إسماعيل الشافعي؛ زادهٔ ۱۵ نوامبر ۱۹۴۷) یک تنیس‌باز اهل مصر است.